# Ohoopee
La rivière Ohoopee ((en) Ohoopee River) est une rivière des États-Unis longue de 161 kilomètres qui se jette dans le fleuve Altamaha.

## Parcours
La rivière débute dans le comté de Washington à 3 kilomètres au sud de Tennille et se dirige généralement vers le sud-est à travers où le long des frontières des comtés de Johnson, Emanuel, Treutlen, Candler, Toombs et Tattnall. La rivière se jette finalement dans le fleuve Altamaha à 21 kilomètres au sud de Reidsville.

## Principal affluent
La rivière Little Ohoopee, longue de 72 kilomètres, est le principal affluent de la rivière Ohoopee.